# Джонатан Рийс Майърс
Джонатан Рийс Майърс (на английски: Jonathan Rhys Meyers) (роден на 27 юли 1977 г.) е ирландски кино- и телевизионен актьор. Известен е с филмите „Ритай като Бекъм“ (2002), „Мач пойнт“ (2005) и „Мисията невъзможна 3“ (2006), както и с ролята си на Елвис Пресли в биографичния минисериал „Елвис“, за която получава Златен глобус за Най-добър актьор в минисериал или телевизионен филм, а също и тази на крал Хенри VIII в сериала „Династията на Тюдорите“.

## Биография
Майърс е роден на в Дъблин, Ирландия. Има трима по-малки братя, които са музиканти. Роден е със сериозен сърдечен проблем и се е очаквало да не живее дълго. Прекарва първите няколко месеца от живота си в болница.
Голям фен е на Боб Марли, а негов идол в киното е Джони Деп. Има любим кон на име Бела и все още живее в графство Корк, Ирландия.

## Кариера
Когато е на 16 години е изключен от училище. Тогава го откриват агенти. Започва да се снима през 1994 г. Изпълнява ролята на Хенри VIII в нашумелия телевизионен сериал „Династията на Тюдорите“. През 2012 г. участва във филма „Реликвите на смъртните: Град от кости“, който излиза през август 2013 г.
Освен актьор, той е модел и лице на Версаче, както и талантлив музикант и певец.

## Личен живот
От 2004 до 2012 г. Майърс се среща с Рийна Хамър, която е дъщеря на гримьорката Руби Хамър.
Майърс и годеницата му Мара Лейн имат син на име Улф Рийс Майърс, роден през декември 2016 г.